# Žabiernaje
Ozero Zjabernoje (ryska: Озеро Жаберное) är en sjö i Belarus.   Den ligger i voblasten Vitsebsks voblast, i den norra delen av landet, 230 km norr om huvudstaden Minsk. Ozero Zjabernoje ligger 132 meter över havet.
I omgivningarna runt Ozero Zjabernoje växer i huvudsak blandskog. Runt Ozero Zjabernoje är det glesbefolkat, med 8 invånare per kvadratkilometer.